# 猴島小英雄 逃離猴島
《猴島小英雄 逃離猴島》是由美國遊戲廠商LucasArts於2000年所發行的電子冒險遊戲；為猴島小英雄系列中的第四部作品，且是該系列裡首款支援具備3D硬體加速功能顯示卡來呈現遊戲畫面。
在中文版方面是由藝電負責代理發行，藝電並對其遊戲內容做了全程的繁體中文化編譯。

## 遊戲劇情
故事上為延續前一份作品《猴島的詛咒》的結尾，該內容是猴島小英雄系列男女主角──青年海盜小蓋與伊蓮成為了夫妻，而在當他們渡完蜜月返回在混亂島（Melee Island）的住所時，原本應是身為混亂島領主的伊蓮、被不明的流言傳出已經喪命而失去領主資格。
為了奪回伊蓮失去的領主權力，小蓋開始尋找能證明伊蓮仍活著的公文。而在尋找公文過程中；小蓋打聽到伊蓮家族中藏有獲取一個名為「終極羞辱」（Ultimate Insult）的強大巫毒咒術方法，並得知有一名來自澳洲的神秘土地大亨正計劃想奪取終極羞辱的力量、並想將他們擁有之海盜家園改建成度假休閒廣場的陰謀。

## 方法
在操作方面《逃離猴島》未像以往猴島小英雄系列的作品支援滑鼠介面，而是僅能以鍵盤或遊戲手把來操控。
而遊戲後半內容中有一段為惡搞格鬥遊戲系列《真人快打》原文名稱「Mortal Kombat」、且刻意模仿格鬥遊戲風格的章節「猴子快打」（Monkey Kombat），在遊玩方法上是當玩家讓小蓋選擇發出不同順序的猴子叫聲時、小蓋便會施展出對應發聲順序的武打招式，而取得勝利的規則是類似剪刀石頭布的遊戲方式，即每種攻擊招式皆有可勝出某些招式、或是被其它另外招式克制的條件。
與前作《猴島的詛咒》相同；《逃離猴島》的遊戲選單裡藏有一些刻意假冒的項目，如點選「多人連線」功能後在畫面只會秀出向玩家發牢騷、表示根本不會有此功能的訊息。

## 製作
《逃離猴島》的主要設計者由西恩·克拉克與麥克·施特姆勒擔任，他們先前曾在LucasArts發行的1993年卡通動畫風格冒險遊戲《妙探闖通關 大腳之謎》裡合作。
先前的《猴島小英雄》系列作品是採用由羅恩·吉伯特所設計的「SCUMM」作為遊戲開發引擎，此回《逃離猴島》則是改成同由LucasArts所發行的1998年3D畫面冒險遊戲《神通鬼大》採用的「GrimE」。另外更改遊戲開發引擎一事也引用為《逃離猴島》裡暗喻的笑料，因GrimE是以Lua程式語言所設計出，而猴島小英雄系列首款作品《猴島的秘密》裡有一個以SCUMM遊戲引擎為名；讓眾多海盜休憩用的場所「浮渣酒吧」（SCUMM Bar），在《逃離猴島》裡則有一處是浮渣酒吧被易主經營、改名成「嚕ㄚ酒吧」（Lua Bar）的橋段。
在遊戲音樂部分，是聯繫當時已離開LucasArts、於別處發展的克林特·班加吉安請他負責這份案子。在決定為《逃離猴島》製作配樂後，克林特·班加吉安打算另聯繫曾於猴島小英雄系列第二作《猴島小英雄2：老查克的復仇》一同創作音樂的麥可·蘭德、彼得·麥康奈爾兩人來再次攜手合作。之後克林特·班加吉安也找來安娜·卡涅、麥可·蘭登兩名自由接案創作者，組成共五人成員的配樂製作團隊，而麥可·蘭德（Michael Land）與麥可·蘭登（Michael Lande）兩人幾近相同的名字、造成易讓旁人混淆的情況；也成為當時意外的小插曲。遊戲音樂引擎是沿用在《猴島小英雄2：老查克的復仇》由麥可·蘭德與彼得·麥康奈爾共同開發的iMUSE，並將此修改增加可使用MP3音源功能。
而後續在PlayStation 2主機上發行的《逃離猴島》版本，則在遊戲畫面與操控部份作了進一步修飾調整。

## 反應

### 評價
在刊物方面的評論；遊戲雜誌《電腦玩家》認為《逃離猴島》有著採用當時遊戲界風行的3D圖形畫面、但不失本身作品系列精髓的優點，是個具娛樂性滿點的遊戲，可惜之處是操控靈活性不佳。《PC Zone》則表示《逃離猴島》雖然沒有太多新穎的地方，但仍是個有趣、令人享受的作品。其它如非電子遊戲取向的男性雜誌《美信》對於Play Station2版本的《逃離猴島》給予一般的評價，認為較適合對於滑稽玩笑題材有興趣者。
而對於遊戲後半段的「猴子快打」章節，Gamespot網站表示雖然此橋段立意的出發點很有趣、但在遊玩過程裡容易令人生倦，且被認為是《逃離猴島》裡最大的爭議點。Universal Hint System網站則評論雖然《逃離猴島》遊戲製作群想藉由外型可愛的猴子角色、惡搞《真人快打》名稱等要素來表現出猴子快打有趣的地方，但可惜並未讓人有此感覺。

### 獲取獎項
- 2000年E3遊戲展：年度最佳動作/冒險遊戲[18]

## 外部連結
- 互联网电影数据库（IMDb）上《猴島小英雄 逃離猴島》的资料（英文）